# Heineken Open 2010
Heineken Open 2010 — тенісний турнір, що проходив на кортах з твердим покриттям у місті Окленд (Нова Зеландія), Нова Зеландія з 11 січня . Належав до категорії ATP World Tour 250, був турніром серії ATP Auckland Open 2010 року.

## Фінальна частина

### Одиночний розряд
Джон Ізнер —  Арно Клеман 6–3, 5–7, 7–6(7–2)

### Парний розряд
Маркус Даніелл /  Горія Текеу —  Марсело Мело /  Бруно Соарес 7–5, 6–4